# 海底火山列表

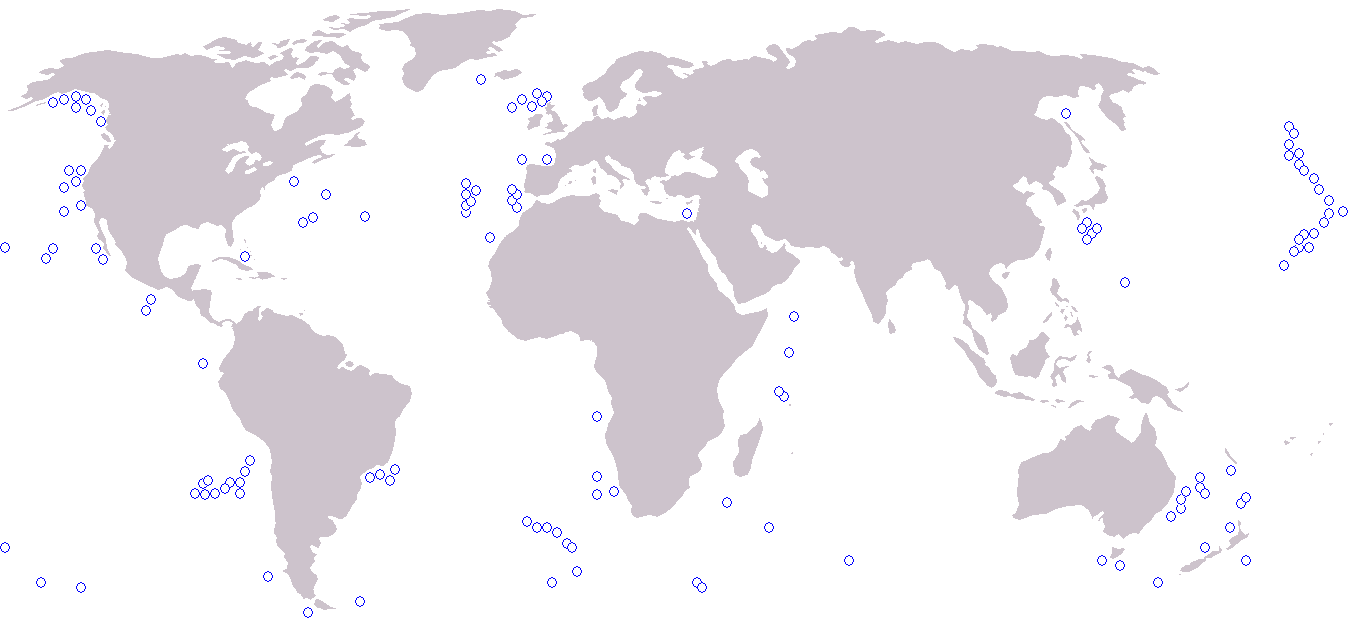
世界主要海底火山地圖

海底火山是地球火山系統的重要組成部分，指形成於淺海和大洋底部的各種火山。根據統計，地球上的火山活動主要集中在板塊邊界處，而海底火山的分布相當廣泛。這些火山包括活火山、休眠火山和死火山三種類型，它們統稱為「海山」。海底火山主要分布在大洋中脊與大洋邊緣的島弧處，其中太平洋周邊的環太平洋火山帶擁有最密集的海底火山群。這些火山的高度差異極大，從一二公里高的小海山到超過5公里高的巨型海山都有，部分甚至露出海面形成火山島。海底火山的噴發過程獨特，熔岩在海水的急速冷卻下形成特殊的擠牙膏狀結構，同時在火山口周圍的熱液噴口創造了獨特的深海生態系統。這些火山不僅影響海洋地質演化，也對全球的地質活動、海洋生態和氣候系統產生重要影響。
本列表將系統性地整理全球各大洋的海底火山，按照地理位置、活動狀態和規模等特徵進行分類介紹。
| 名稱                        | 頂峰深度                | 地點                                            | 最後噴發日期    |
| 亞當斯海底山                | −59米（−194英尺）       | 25°22′S 129°16′W / 25.37°S 129.27°W             | 公元前50±1000年 |
| 軸海底山                    | −1,400米（−4,590英尺）  | 45°33′N 130°00′W / 45.55°N 130.00°W             | 1998            |
| 巴努阿武胡火山              | −5米（−16英尺）         | 3°08′17″N 125°29′28″E / 3.138°N 125.491°E       | 1919            |
| 熊海底山                    | −1,100米（−3,610英尺）  | 39°55′N 67°24′W / 39.92°N 67.4°W                |                 |
| 鮑伊海底山                  | −24米（−79英尺）        | 53°18′N 135°38′W / 53.3°N 135.63°W              | 距今18,000年    |
| 坎皮佛萊格瑞 (西西里島)     | −8米（−26英尺）         |                                                 | 1867            |
| 若昂·德·卡斯特羅淺灘        | −14米（−46英尺）        | 38°14′N 26°38′W / 38.23°N 26.63°W               | 1720            |
| 恩培多克勒火山              | −7米（−23英尺）         |                                                 |                 |
| 中國皇帝 (火山)             | −2,850米（−9,350英尺）  | 6°37′S 124°13′E / 6.62°S 124.22°E               |                 |
| 基金會海底山                |                         |                                                 |                 |
| 費迪南德島                  | −6米（−20英尺）         |                                                 | 1863            |
| 詹姆士·希利海底山                 | −1,150米（−3,770英尺）  | 34°59′S 179°00′W / 34.98°S 179.00°W             | 1360            |
| 基克姆·詹尼火山             | −160米（−525英尺）      | 12°18′N 61°38′W / 12.30°N 61.64°W               | 2001            |
| 科伦坡火山                  | −10米（−33英尺）        |                                                 | 1650            |
| 庫瓦火山                    |                         | 16°51′S 168°31′E / 16.85°S 168.52°E             |                 |
| 羅希海底山                  | −969米（−3,180英尺）    | 18°55′N 155°16′W / 18.92°N 155.27°W             | 1996            |
| 馬爾西利火山                | −450米（−1,480英尺）    | 39°15′00″N 14°23′40″E / 39.25000°N 14.39444°E   |                 |
| 摩艾海底山                  |                         |                                                 |                 |
| 摩納哥淺灘                  | −197米（−646英尺）      | 37°36′N 25°53′W / 37.6°N 25.88°W                | 1911            |
| 摩諾威海底山                | −100米（−328英尺）      | 25°53′13″S 177°11′17″W / 25.887°S 177.188°W     | 2008            |
| 明神礁                      | −50米（−164英尺）       |                                                 |                 |
| 尼沃凱爾克                  | −2,285米（−7,500英尺）  | 6°36′00″S 124°40′30″E / 6.60°S 124.675°E        |                 |
| 虎鯨海底山                  |                         | 62°26′00″S 58°24′00″W / 62.433334°S 58.400002°W | 不活耀          |
| 保護者淺灘                  | −27米（−89英尺）        |                                                 | 1962            |
| 普卡奧海底山                |                         |                                                 |                 |
| Rumble I                    | −1,100米（−3,610英尺）  | 35°30′S 178°54′E / 35.5°S 178.9°E               |                 |
| Rumble II                   | −880米（−2,890英尺）    | 35°24′S 178°36′E / 35.4°S 178.6°E               |                 |
| Rumble III                  | −140米（−459英尺）      | 35°44′42″S 178°28′41″E / 35.745°S 178.478°E     | 1986            |
| Rumble IV                   | −450米（−1,480英尺）    | 36°08′S 178°03′E / 36.13°S 178.05°E             |                 |
| Rumble V                    | −1,100米（−3,610英尺）  | 36°08′20″S 178°11′49″E / 36.139°S 178.197°E     |                 |
| 1922年海底火山              | −5,000米（−16,400英尺） | 3°58′N 124°10′E / 3.97°N 124.17°E               |                 |
| 補給礁                      | −8米（−26英尺）         | 20°08′N 145°06′E / 20.13°N 145.1°E              | 1989            |
| 圖佐·威爾遜海底山                 |                         | 51°24′N 130°54′W / 51.4°N 130.9°W               | 全新世          |
| 瓦魯魯海底山                | −590米（−1,940英尺）    |                                                 |                 |
| Vavilov (Mediterranean Sea) | −800米（−2,600英尺）    | 39°52′N 12°35′E / 39.86°N 12.59°E               |                 |
| 未命名火山                  | −24米（−79英尺）        | 20°20′N 121°45′E / 20.33°N 121.75°E             | 1854            |
| 塔戈羅火山                  |                         |                                                 | 2011            |
| 耶爾希火山                  | −3,800米（−12,500英尺） | 7°32′S 123°57′E / 7.53°S 123.95°E               |                 |